# Rift Valley-láz
A Rift Valley-láz (RVF) vírusos megbetegedés, amely enyhe vagy súlyos lefolyású is lehet. Enyhe lefolyás esetén láz, izomfájdalom és fejfájás léphet fel, amely gyakran akár egy hétig is eltarthat. Súlyos lefolyás esetén a következő tünetek léphetnek fel: a fertőzést követő harmadik héten látásvesztés, az agy megfertőződése miatti súlyos fejfájás és zavarodottság, valamint vérzés és májproblémák, melyek már az első napokban megjelenhetnek. Azon betegek esetében, akiknél vérzés lép fel, 50% az esélye annak, hogy a betegség halállal végződik.

## Kiváltó okai
A megbetegedést az RVF vírus okozza, amely a Phlebovirus nemzetségbe tartozik. Terjedhet fertőzött állat vérével történő érintkezés, egy éppen levágás alatt lévő fertőzött állat körüli levegő belélegzése, fertőzött állatból származó nyers tej fogyasztása, valamint fertőzött szúnyog csípése révén. A szarvasmarhák, juhok, kecskék és tevék is fertőzöttek lehetnek. Ezeknél az állatoknál a vírusgazda általában a szúnyog. A jelek szerint a fertőzés emberről emberre nem terjed. A diagnózis felállításához a vérben ki kell mutatni a vírus ellenanyagának vagy magának a vírusnak a jelenlétét.

## Megelőzése és kezelése
Az emberi megbetegedések megelőzése az állatok betegség elleni beoltása révén biztosítható.  Erre még a járvány kitörését megelőzően sort kell keríteni, ugyanis súlyosbíthatja a helyzetet, ha a beoltást a kitörés idején végzik. Járvány esetén hasznos lehet továbbá az állatok mozgásának korlátozása, valamint a szúnyogirtás és a szúnyogcsípések kerülése. Létezik védőoltás az emberek számára, ez azonban széles körben még nem elérhető (2010-es adat). Ha valaki már megfertőződött, külön gyógymód nem létezik.

## A járvány és története
Eddig csak Afrikában és az Arab-félszigeten fordult elő kitörés. A kitörések általában az esősebb időszakokra korlátozódnak, amikor több a szúnyog. A megbetegedést először az 1990-es évek elején észlelték Kenyában, a Nagy-hasadékvölgyben tenyésztett állatok körében, és a vírust először 1931-ben izolálták.